# Festival international de la créativité
Le festival international de la créativité (anciennement festival international du film publicitaire, puis festival international de la publicité) est un festival qui a lieu chaque année à Cannes.
Il compte parmi les plus prestigieuses manifestations du secteur de la publicité de la communication et des créatifs.

## Historique
Captivés par le charme des festivals de Cannes et de Venise, des producteurs européens de films publicitaires avaient lancé en 1954 le festival international du film publicitaire puis festival international de la publicité.
Jusqu’en 1984, celui-ci était organisé alternativement sur la Croisette ou sur le Lido. Lorsqu’en 1992 il s’est ouvert aux imprimés, le mot « film » a été rayé du nom.
Depuis lors, les catégories se sont multipliées : Available shortlists, Branded content & entertainement Lions, Design Lions, Cyber Lions shortlists, Creative Effectiveness Lions, Film Lions, Film Craft Lions, Health Lions, Innovation Lions, Lions Direct, Media Lions, Moblie Lions, Outdoor Lions, PR Lions, Press Lions, Product Design Lions, Promo & Action Lions, Radio Lions, Special Awards Lions, Titanium & integrated Lions et Young Lions Creatives Competition.
Le jury décerne aussi des prix spéciaux dont la « Palme d’or ».

## Festival
Chaque année, 20 000 œuvres sont envoyées de tous les pays du globe pour être évaluées par un jury international : plus de 5000 films publicitaires, quelque 10 000 annonces et affiches, 1500 titres internet, plus de 800 solutions média et plus de 1200 propositions pour le marketing direct. Quelque 9000 publicitaires originaires du monde entier profitent de l’occasion pour se rencontrer.

## Catégories

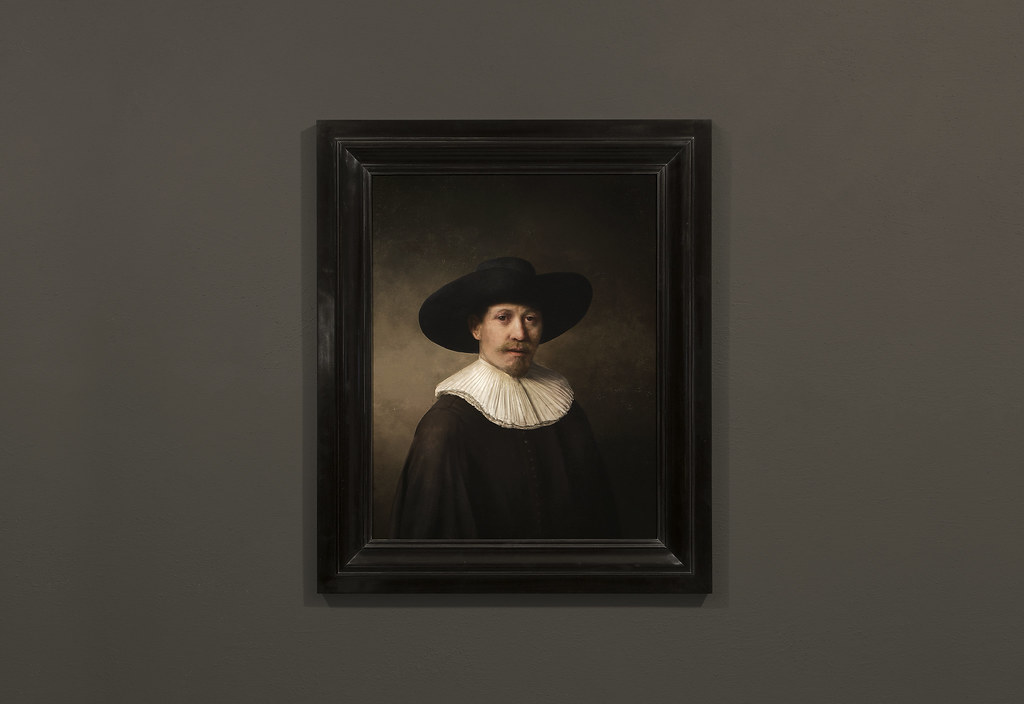
Le Nouveau Rembrandt, « portrait » du peintre Rembrandt créé par intelligence artificielle, qui a reçu 16 prix lors du Festival international de la créativité,.

Le festival de Cannes Lions regroupaient en 2017, 24 catégories :
- Creative Data : cette catégorie visent à évaluer l'utilisation des données de manière créative. De plus, les bénéfices de cette utilisation doivent être forts et impactant.
- Creative Effectiveness : mesure de l'impact de la créativité à long terme.
- Cyber : il s'agit là de l'expérience numérique. Le jury évaluera, l'efficacité et la créativité d'un message de marque transmis par un canal numérisé.
- Design : démontrer comment l'identité visuel d'une marque, le design de la communication permet la reconnaissance et la compréhension du message par les consommateurs
- Digital Craft : évaluation de l'expérience utilisateur dans un contexte numérique.
- DIrect : évaluation de la relation client avec un public bien spécifique.
- Entertainment : évaluation des manières pour capter les consommateurs et communiquer avec eux de manière innovante.
- Entertainment Lions for Music
- Film
- Film Craft
- Glass
- Health & Wellness
- Innovation
- Integrated
- Media
- Mobile
- Outdoor
- Pharma
- PR
- Print & Publishing
- Product Design
- Promo & Activation
- Radio
- Titanium